# جيوفري غيتس
جيوفري غيتس (بالإنجليزية: Geoffrey Gates)‏ هو كاتب أسترالي، ولد في 1968.